# Lovski psi (ozvezdje)
Lovski psi ali Lovska psa (latinsko Canes Venatici) so ozvezdje severne nebesne poloble in eno od 88 sodobnih ozvezdij, ki jih je priznala Mednarodna astronomska zveza. Ni bilo med Ptolemejevimi 48-timi ozvezdji. Ozvezdje je uvedel Johannes Hevel leta 1690. Predstavlja psa Charo in Asterion, ki ju ima na povezki Volar.